# (35035) 1981 ER29
(35035) 1981 ER29 es un asteroide perteneciente al cinturón de asteroides, descubierto el 1 de marzo de 1981 por Schelte John Bus desde el Observatorio de Siding Spring, Nueva Gales del Sur, Australia.

## Designación y nombre
Designado provisionalmente como 1981 ER29.

## Características orbitales
1981 ER29 está situado a una distancia media del Sol de 2,614 ua, pudiendo alejarse hasta 2,971 ua y acercarse hasta 2,257 ua. Su excentricidad es 0,136 y la inclinación orbital 13,28 grados. Emplea 1543,86 días en completar una órbita alrededor del Sol.

## Características físicas
La magnitud absoluta de 1981 ER29 es 14,5. Tiene 4,306 km de diámetro y su albedo se estima en 0,166. 